# Reifling-Formation

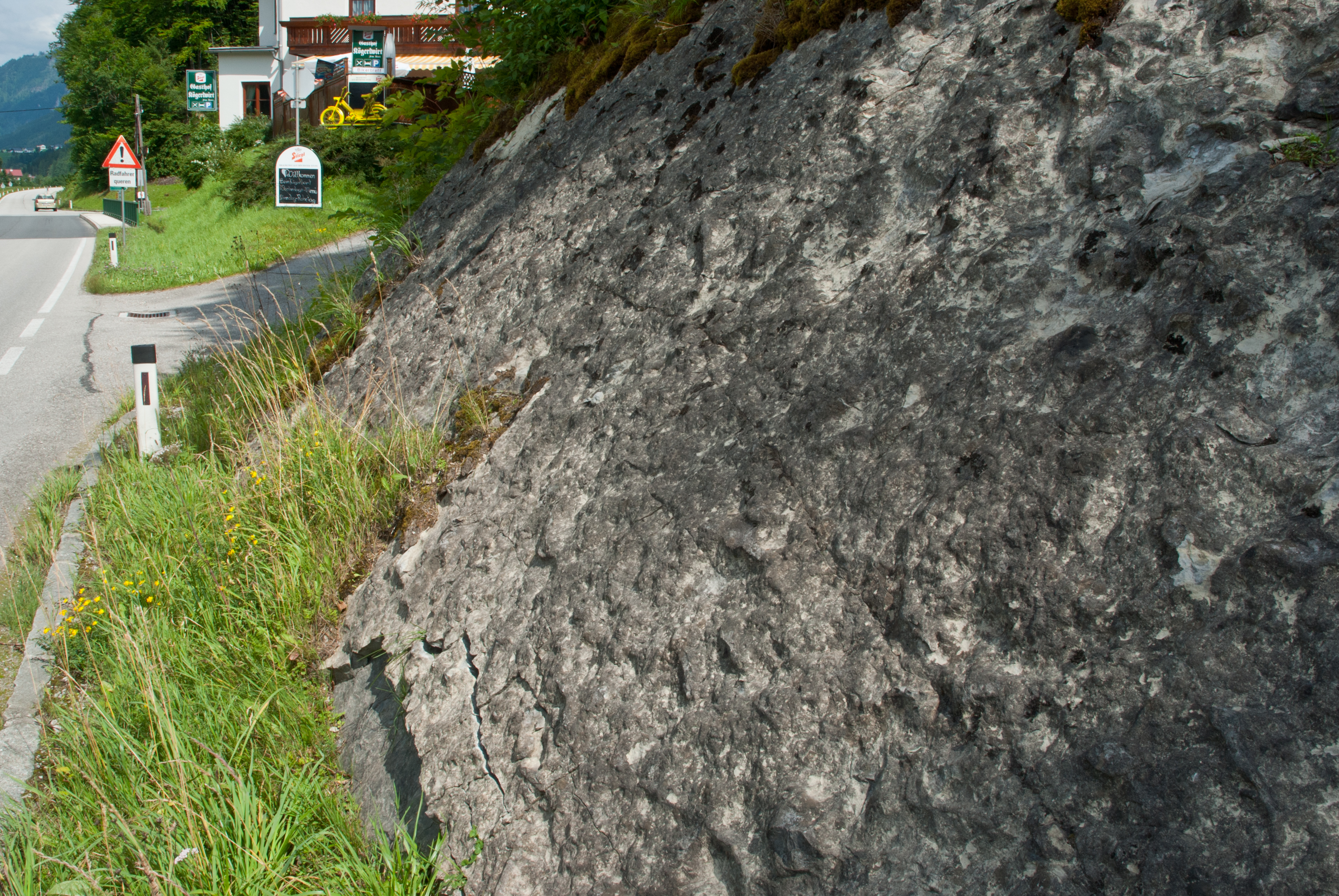
Reiflinger Kalke an der Erlauftal Straße östlich von Göstling an der Ybbs

Die Reifling-Formation ist eine lithostratigraphische Formation der Trias in den Nördlichen Kalkalpen und in Teilen der Zentralalpen. Die Typlokalität liegt bei Großreifling im steirischen Ennstal.

## Geschichte
Der Begriff Reiflinger Kalk wurde vom österreichischen Geologen Franz von Hauer im Jahr 1853 zum ersten Mal verwendet.

## Definition

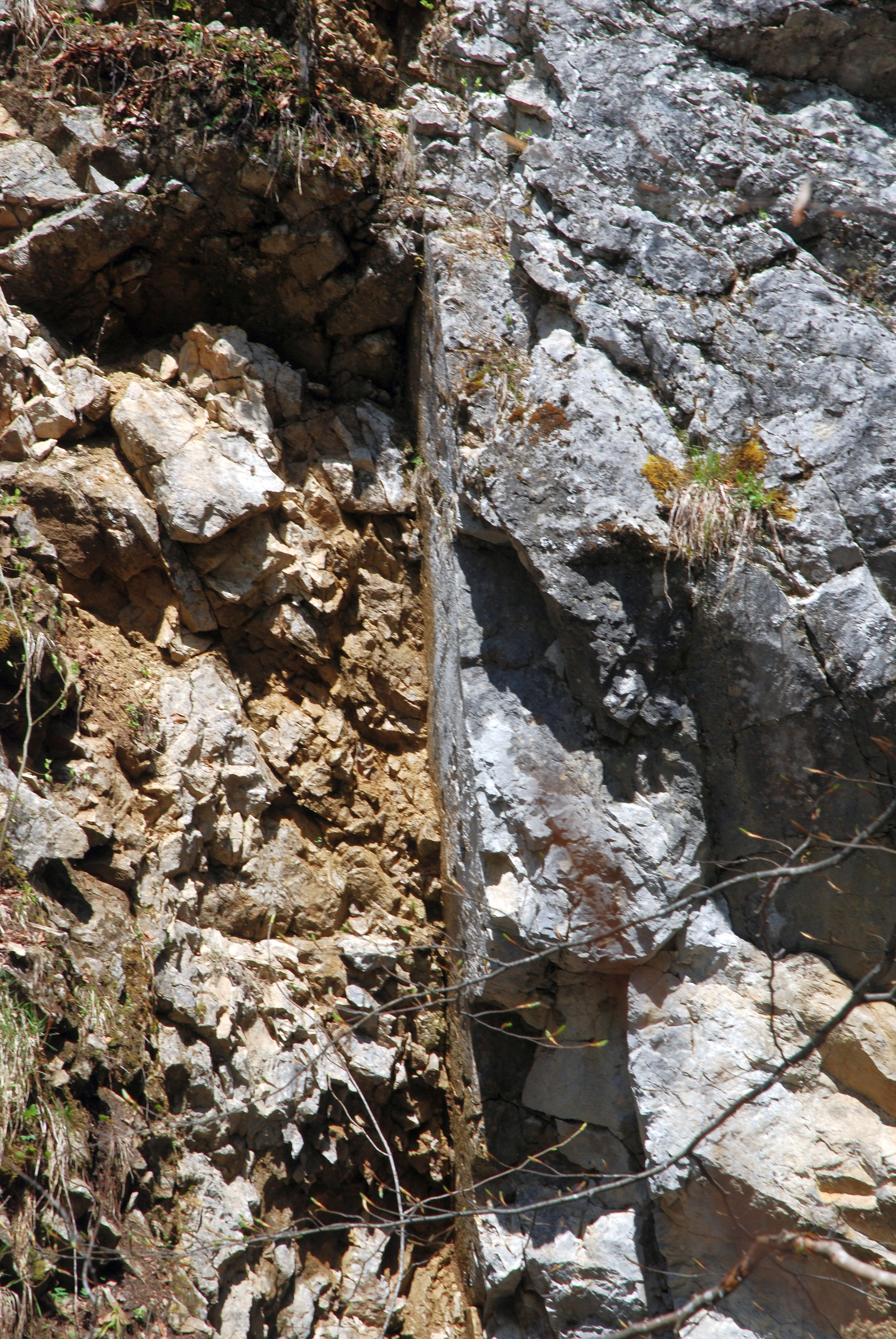
Reifling-Formation (links) und Gutenstein-Formation (rechts), Reichraminger Hintergebirge

Die Reifling-Formation ist durch wellig bis knollig geschichteten Kalkstein charakterisiert, der häufig Hornstein in Form von Lagen oder Kieselknollen führt. Sie sind Ablagerungen eines Meeresbeckens und des Beckenrandes. Charakteristisch für die Formation ist auch das Auftreten von Tuff- oder Tuffitlagen im unteren Ladinium. 
Die Reifling-Formation wird unterlagert von der Gutenstein-Formation, der Virgloria-Formation sowie von der Steinalm-Formation. Seitlich verzahnt ist sie mit dem Wettersteinkalk und dem Hallstätter Kalk. Im oberen Ladinium ist sie mit der Partnach-Formation verzahnt oder wird durch diese auch ersetzt, so vor allem im Tiroler und im zentralalpinen Bereich. Überlagert wird die Formation durch die Partnach-Formation, den Wettersteindolomit, die Reingraben-Formation, die Göstlinger Schichten und die Lechkogel-Schichten. 
Die Formation wird in ihrem anisischen Anteil im Westteil der Nördlichen Kalkalpen bis zu 100 Meter mächtig, in den östlichen Nördlichen Kalkalpen bleibt die Stärke dieses Anteils auf 25 bis 30 Meter beschränkt. An der Typlokalität Großreifling ist der anisische Anteil 20 Meter mächtig entwickelt. Der Anteil des Ladiniums und unteren Karniums erreicht bei Großreifling nicht ganz 50 Meter, im Raum Frankenfels und Sankt Anton an der Jeßnitz an die 150 Meter und bei Göstling bis zu 190 Meter.

## Zeitliche Einordnung
Die Formation wird vom späten Anisium über das Ladinium bis in das frühe Karnium datiert. Diesen relativ großen zeitlichen Umfang erreicht die Formation aber nur stellenweise, vor allem im Bereich der Lunzer Fazies, die vor allem im südwestlichen Oberösterreich und südlichen Niederösterreich anzutreffen ist. Im Nordtiroler Faziesraum hingegen reicht die Formation nur wenig über das Anisium empor.

## Fossilführung
Wichtiges Element der Makrofauna sind die Ammoniten, in der anisischen Zone sind es unter anderen Paraceratites trinodosus, Flexoptychites studeri und Flexoptychites flexuosus. Im Ladinium ist es unter anderem Protrachyceras reitzi. Fossilfundpunkte finden sich unter anderem bei der Salzabrücke in Großreifling oder am Kerschbuchhof bei Innsbruck-Kranebitten. Ein weiteres wichtiges Element der Makrofauna sind die Brachiopoden. An Mikrofossilien finden sich Conodonten, Radiolarien und Ostracoden, untergeordnet auch Foraminiferen,   Holothurien und Nadeln von Kalk- und Kieselschwämmen.

## Subformationen
Im Übergangsbereich zum Wettersteinkalk ersetzt Raminger Kalk teilweise den ladinischen und karnischen Anteil der Reifling-Formation. Es handelt sich hier ebenfalls um hornsteinführende Kalke, die aber das hellere Aussehen des Wettersteinkalks besitzen und deren Schichtung und Bankung gelegentlich zurücktreten kann. Die Raminger Kalke können bis zu 300 Meter mächtig werden Der Begriff Raminger Kalk stammt von Alexander Tollmann, teilweise wird er in der Literatur auch als Raming-Formation bezeichnet. Im Gelände können die Raminger Kalke oft durch ihren spätig-splittrigen Bruch von den eher schalig brechenden Kalken der Reifling-Formation unterschieden werden.